# Телурони
Телурони (англ. tellurones) — хімічні сполуки із загальною формулою R2Te(=O)2. Телурові аналоги сульфонів.